# 007 ダイヤモンドは永遠に
『007 ダイヤモンドは永遠に』（Diamonds Are Forever）は、1956年に出版されたイアン・フレミングの長編小説（『ジェームズ・ボンド』シリーズ第4作）。ジョナサン・ケープより出版された。

## ストーリー
イギリス秘密情報部員007ことジェームズ・ボンドは、上司Mよりダイヤモンド密輸ルートの解明を命ぜられる。
ボンドは運び屋のピーター・フランクスにすり替わって、監視役の女ティファニー・ケイスの手引きでニューヨークへダイヤを運び、そこで中央情報局（CIA）を退職してピンカートン探偵社に勤める旧友のフェリックス・ライターと再会する。密輸ルートを仕切っていたのは、アメリカのギャング団スパングルド組で、ボンドはライターの協力を得ながらラスベガスまで調査を進め、組織の謎の首魁ABCの正体を突き止める。
ボンドは寝返ったティファニーとクイーン・エリザベス号でアメリカから脱出し、船上で組織の殺し屋ウィントとキッドを返り討ちにすると、フランス領ギニアでABCを葬り密輸ルートを壊滅させる。

## 出版
- 『007 ダイヤモンドは永遠に』井上一夫訳、東京創元社〈創元推理文庫〉、1980年、ISBN 978-4488138035
- "Diamonds Are Forever" Penguin Classics, 2004.6. ISBN 978-0141187532